# Serrasalmus altuvei
Serrasalmus altuvei (span.: Caribe Azul = Blauer Piranha) ist eine Sägesalmlerart aus dem tropischen Südamerika. Er ist offenbar in freier Wildbahn selten und auch in Museumssammlungen nur selten zu finden.

## Beschreibung
Serrasalmus altuvei ist ein kleiner bis mittelgroßer, hochrückiger und seitlich stark abgeflachter Piranha, der eine Standardlänge von 17,3 cm erreicht. Die Rückenregion ist dunkel, der Körper silbrig mit zahlreichen großen, länglichen Flecken. Die Seiten des Kopfes sind gelblich silbern. Die unpaarigen Flossen sind breit schwarz gesäumt. Die Rückenflosse (Dorsale) hat 16 bis 19, die Afterflosse (Anale) 30 bis 34 Strahlen. Eine kleine Fettflosse ist vorhanden, ihre distale Hälfte ist dunkel gefärbt. Die Art hat 36 bis 38 Wirbel, 17 bis 21 Abdominalzähne (Serrae) vor dem Beginn der Bauchflossen und 7 bis 8 Abdominalzähne nach dem Beginn der Bauchflossen. Entlang der Seitenlinie liegen in der Regel 75 (69 bis 82) Schuppen. Die Iris ist rot. Das Ectopterygoid ist bei jungen Tieren zahlreich bezahnt (8 bis 9), bei sehr alten Tieren ist die Anzahl reduziert.

## Verbreitung
S. altuvei kommt im Orinoco und anderen Klarwasserflüssen der Llanos in Venezuela vor.

## Lebensweise
S. altuvei ernährt sich omnivor, bevorzugt aber Fisch als Beute. Im Magen der Art wurden Flossen, Schuppen, Fleischstücke und ganze kleine Fische, pflanzliche Bestandteile und Insekten sowie deren Eier und Larven gefunden.